# Cyperus appendiculatus
Cyperus appendiculatus là một loài thực vật có hoa trong họ Cói. Loài này được (Brongn.) Kunth mô tả khoa học đầu tiên năm 1837.